# Sadou Hayatou
Sadou Hayatou (ur. 15 lutego 1942 w Garoua, zm. 1 sierpnia 2019) – kameruński polityk, premier Kamerunu w latach 1991–1992.
W 1984 został ministrem rolnictwa.
Był bratem Issy Hayatou, działacza piłkarskiego i prezesa Afrykańskiej Konfederacji Piłkarskiej w latach 1988–2017.